# Anjouaans bewind

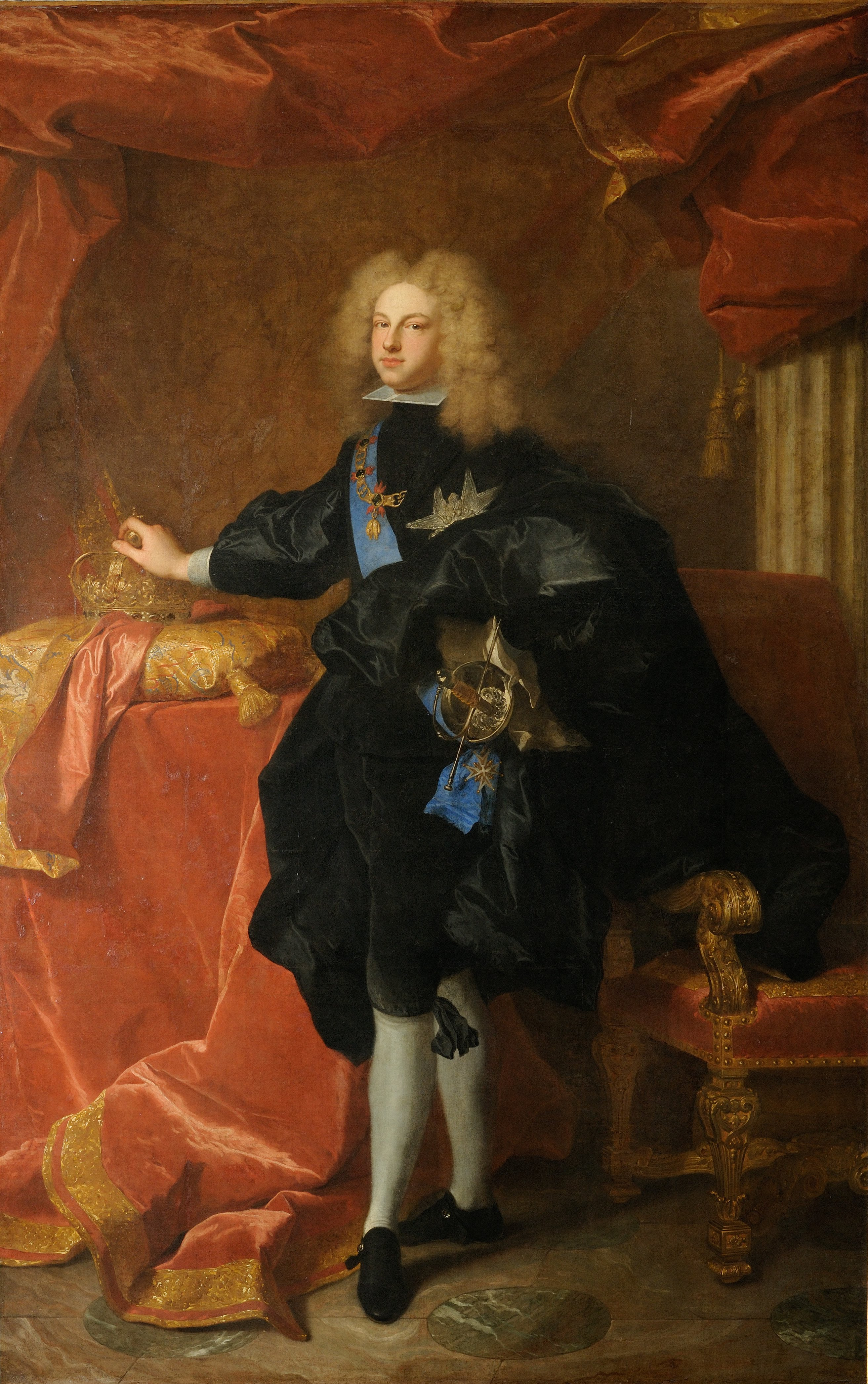
Filips V van Spanje (1701), door Hyacinthe Rigaud

Het Anjouaans bewind of regime is de periode tussen 1700 en 1711 waarin Filips van Anjou, koning van Spanje en kleinzoon van Lodewijk XIV, soeverein was in de Spaanse Nederlanden. Deze laatste fase van de Spaanse soevereiniteit over de Nederlanden ving aan na de dood van Karel II en de aanvaarding van de troonopvolger door de landvoogd Maximiliaan II Emanuel van Beieren op 18 november 1700. Aangezien de Frans-Spaanse combinatie in de rest van Europa als bedreigend werd ervaren, sloten Groot-Brittannië, Nederland en andere staten zich aaneen in de Grote Alliantie en begon de Spaanse Successieoorlog. De geallieerden veroverden gestaag terrein in de Spaanse Nederlanden en vestigden daar het Anglo-Bataafs condominium.
Het Anjouaanse bewind eindigde voor Opper-Gelre en Limburg in 1702, voor Vlaanderen, Brabant en Mechelen na de slag bij Ramillies in 1706, voor Henegouwen in 1709-1710 en voor de resterende provincies Namen en Luxemburg in 1711. In 1711 werd de soevereiniteit van vier overgebleven gebieden overgedragen aan Maximiliaan Emanuel van Beieren.

## Bewindvoerders

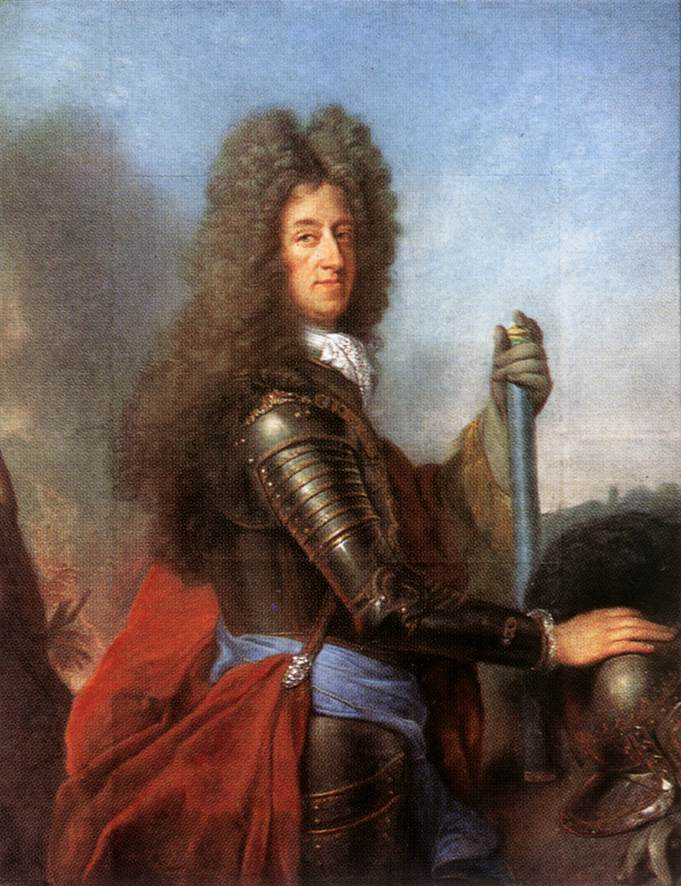
Maximiliaan II Emanuel van Beieren, door Joseph Vivien

Voor zijn vertrek naar Madrid op 4 december 1700 gaf de 17-jarige nieuwe Spaanse koning Filips V verregaande volmachten aan zijn grootvader, koning Lodewijk XIV van Frankrijk, om de Zuidelijke Nederlanden in zijn naam te besturen.
De Franse koning sloot daarna een akkoord met de landvoogd van de Nederlanden, Maximiliaan Emanuel, tevens keurvorst van Beieren. De keurvorst zou zijn Beierse troepen uit de Nederlanden terugtrekken en in Beieren zelf een leger opbouwen om zijn belangen ginds te verdedigen. Op 22 maart 1701 vertrok de landvoogd naar zijn erflanden. Dienstdoend landvoogd werd de markies van Bedmar, met de titel commissaris-generaal der Nederlanden. Dit duurde tot 1704, wanneer Maximiliaan Emanuel terugkeerde na zijn nederlaag in de Slag bij Blenheim. Hiermee was hij zijn erflanden kwijtgespeeld. Beieren, behalve Munchen, kwam onder een Oostenrijks militair bewind.
Jan van Brouchoven, graaf van Bergeyck, trad in deze periode op de voorgrond als gevolmachtigd minister en bepaalde grotendeels het binnenlands beleid in de Zuidelijke Nederlanden.

## Politiek
Na de dood van de Spaanse koning Karel II op 1 november 1700 aanvaardde de landvoogd van de Spaanse Nederlanden, Maximiliaan Emmanuel van Beieren, onmiddellijk Filips V als nieuwe soeverein. Op 20 december 1700 aanvaardden ook de Staten van Brabant Filips als koning.

## Grondgebied

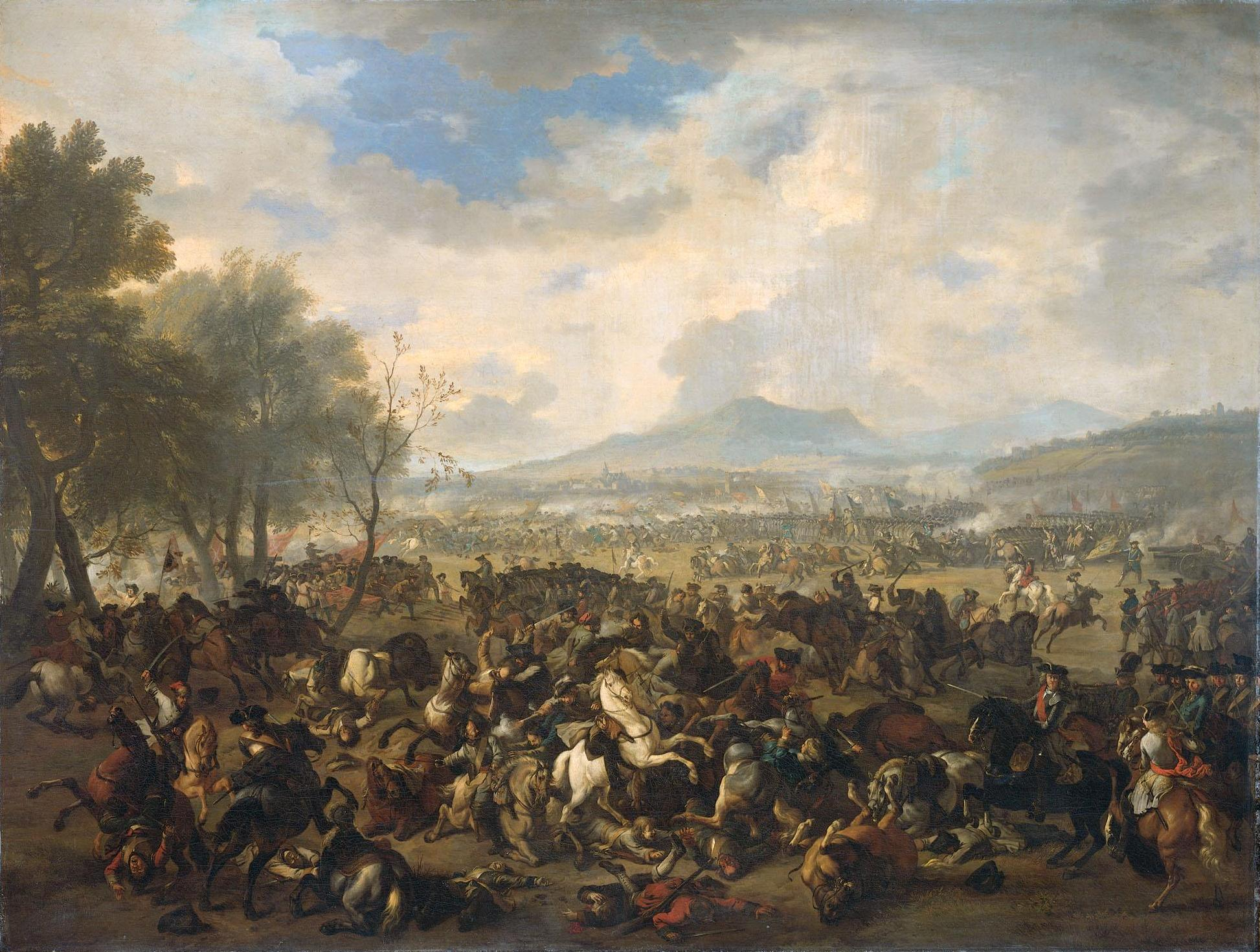
Slag bij Ramillies (1706)

De Spaanse Nederlanden werden tijdens de successieoorlog grotendeels veroverd door de geallieerden en de resterende gebieden werden korte tijd onafhankelijk toen de Spaanse soevereiniteit feitelijk en juridisch werd overgedragen op Maximiliaan Emanuel van Beieren in 1711.
Opper-Gelre kwam onder de soevereiniteit van de Staten-Generaal na de verovering door de zeemogendheden in 1702.
In Limburg hadden de Staten-Generaal na de verovering de eed van trouw van de onderdanen afgenomen. Op 19 november 1703 werd het hertogdom echter overgedragen aan aartshertog Karel van Oostenrijk, die de Spaanse troon opeiste als ‘Karel III’.
Brabant, het grootste deel van Vlaanderen en Mechelen vielen na de Slag bij Ramillies (1706) in handen van de zeemogendheden Engeland en de Republiek. Karel werd wel als soeverein erkend, maar in feite bestuurde de Raad van State in Brussel de gebieden, onder toezicht van de conferentie van de zeemogendheden. In juli 1708 vielen Gent en Brugge kortstondig opnieuw in handen van het Frans-Spaanse kamp, maar in december capituleerden de Fransen hier definitief voor de geallieerden.
In de drie Waalse provincies Henegouwen, Namen en Luxemburg bleef Filips V voorlopig soeverein, zij het dat de feitelijke macht werd uitgeoefend door zijn grootvader, Lodewijk XIV van Frankrijk. Maximiliaan Emanuel bleef er de landvoogd. Aat viel in 1706 in handen van de geallieerden en Bergen op 20 oktober 1709. Overigens werd in 1709 praktisch heel Henegouwen onttrokken aan de Frans-Beierse invloed.

## Epiloog
Toen Maximiliaan Emanuel in juni 1711 – formeel bevestigd in januari 1712 – de soevereiniteit verkreeg over de ‘hele’ Nederlanden, betekende dit in feite dat hij vorst werd van de vier resterende gebieden van de Spaanse Nederlanden: Nieuwpoort in Vlaanderen, Charleroi in Henegouwen, de stad en provincie Namen en de stad en provincie Luxemburg. Maximiliaan Emanuel bestuurde deze staat tot hij in 1714 door de Vrede van Rastatt en de Vrede van Baden werd hersteld als keurvorst van Beieren. Op 1 december 1714 ontsloeg hij zijn onderdanen van hun eed van trouw. De voogdij over de gebieden werd overgenomen door de zeemogendheden tot bij de uitvoering van het derde barrièretraktaat van 15 november 1715. Hiermee kwamen de hele voormalige Spaanse Nederlanden onder Oostenrijkse soevereiniteit.